# Acalypha samydaefolia
Acalypha samydaefolia é uma espécie de flor do gênero Acalypha, pertencente à família Euphorbiaceae.